# Moréa
Moréa est une série de bande dessinée de science-fiction française en huit volumes créée par le scénariste Scotch Arleston et le dessinateur Thierry Labrosse. Elle a été publiée par Soleil entre 2000 et 2015. Dominique Latil coécrit la série à partir du troisième volume tandis que Laurent Libessart remplace Labrosse sur les trois derniers volumes.

## Synopsis
Cuba, 2082, ou siège les entreprises méta-nationales, victime d’une tentative d’assassinat, Moréa Doloniac, une jeune femme découvre qu’elle appartient à un clan de guerriers immortels mais un clan rival semble bien décidé à avoir sa peau...

## Les personnages
- Les anges se nourrissent de peur et de souffrance et veulent faire basculer l'humanité vers l'horreur.
- Les dragons cherchent la paix, l'harmonie avec la nature.
- Moréa Doloniac a hérité de façon inattendue d'une des plus puissantes compagnies du monde, la DWC. Elle a appris par la même occasion qu'elle avait été génétiquement modifiée pour devenir un dragon immortel. Ce qui ne l'empêche pas d'être jolie et gaffeuse.
- Terkio : jadis chevalier du bon roi Louis IX est un truculent et immortel dragon. Il est chargé de la formation et de la protection de Moréa.
- Lara Minelis s'occupe de DWC recherche.
- Grégoire Nonce est le très puissant directeur de DWC industries est un homme prêt à tout pour que triomphe la loi du marché. Son secteur est encore le plus puissant de DWC mais pas toujours le plus rentable.
- Théo Mc Mullen dirige DWC media une branche dont les intérêts s'opposent souvent à ceux du secteur industries. Il protège l'indépendance de ses journalistes autant que la rentabilité de ses entreprises.

## Albums
- Moréa, Soleil Productions :

1. Le Sang des anges, 2000  (ISBN 2-87764-890-7)[1].
2. L'Échine des dragons, 2002  (ISBN 2-84565-019-1).
3. Le Feu du temps, 2004  (ISBN 2-84565-485-5).
4. Un Parfum d'éternité, 2005  (ISBN 2-84946-091-5)[2].
5. La Brûlure des ténèbres, 2007  (ISBN 978-2-84946-600-1).
6. La Mort dans le sang, 2011  (ISBN 978-2-302-01514-2)[3].
7. La Fureur des anges, 2013  (ISBN 978-2-302-02565-3).
8. Le Temps de la fin, 2015  (ISBN 978-2-302-04251-3)[4].
9. Noir devoir, 2021  (ISBN 978-2-302-06214-6)[5].

## Accueil critique
Le premier volume, Moréa : le sang des anges, reçoit en 2000 le prix Bédélys découverte et, en 2001, le prix Bédéis causa de l'album québécois ainsi que le prix Bulles en fureur dans la catégorie ados.

### Documentation
- Fabien Deglise, « L'envie de dessiner les femmes », Le Devoir,‎ 6 mars 2004.
- Fabien Deglise, « Souvenir d'Afrique », Le Devoir,‎ 12 mai 2007.
- Yves Bergeras, « Pulpeuses fictions », Le Devoir,‎ 25 octobre 2002.
- Paul Roux, « Conjuguer les différents temps », Le Droit,‎ 5 décembre 2002.
- Fabien Deglise, « Un parfum de conspiration », Le Devoir,‎ 16 juillet 2005.